# Spjärnsvallet
Spjärnsvallet var en musikgrupp bildad 1974 inom proggrörelsen.
Spjärnsvallet bildades av Bengt Berger (trummor, percussion) och Kjell Westling (saxofon, klarinett, flöjt, cello, keyboards) från Arbete & fritid samt Christer Bothén (saxofon, klarinett, keyboards, guimbri, ballani) och Nikke Ström (elbas, percussion) från Nynningen. 
Spjärnsvallet spelade experimentell jazz med starka influenser av världsmusik och gav 1976 ut det självbetitlade albumet Spjärnsvallet (MNW 57P). Bandet upplöstes kort därefter då Berger flyttade till Ghana, men återförenades 1981 för att spelade in ett album tillsammans med Fred Lane, Till soluppgång och till lycka (Krokben K-3). Ström ersattes då av Sigge Krantz från Stockholm Norra.
År 2014 utgavs Again & Again (Country & Eastern CE31). Albumet består av åtta spår. Spår 1-6 är inspelade 1975 och delar av materialet finns på debutplattan. Spår 7 spelades in år 1973 medan spår 8 spelades in för det här albumet år 2014. Originalmedlemmarna medverkar på samtliga spår utom det sista. Kjell Westling dog år 2010.